# Voragonema laciniata
Voragonema laciniata är en nässeldjursart som beskrevs av Bouillon, Pages och Gili 200. Voragonema laciniata ingår i släktet Voragonema och familjen Rhopalonematidae.
Artens utbredningsområde är Södra Ishavet. Inga underarter finns listade i Catalogue of Life.